# Phyllachora parberyi
Phyllachora parberyi är en svampart som beskrevs av Kamat & A. Pande 1974. Phyllachora parberyi ingår i släktet Phyllachora och familjen Phyllachoraceae.   Inga underarter finns listade i Catalogue of Life.